# Aleksej Evert
Aleksej Jermolajevitsj Evert (Russisch: Алексей Ермолаевич Эверт) (Vereja (Oblast Moskou), 10 februari 1857 - 10 mei 1918) was een Russisch generaal tijdens de Eerste Wereldoorlog. Hij nam deel aan het Narotsj-offensief en Broesilov-offensief.